# Ácula
Ácula es una localidad y pedanía española perteneciente al municipio de Ventas de Huelma, en la provincia de Granada, comunidad autónoma de Andalucía. Está situada en la parte nororiental de la comarca de Alhama. Cerca de esta localidad se encuentran los núcleos de Ventas de Huelma capital, Escúzar, Chimeneas y La Malahá.

## Historia
En septiembre de 1920 una avioneta francesa hizo un aterrizaje de emergencia en las inmediaciones del pueblo debido a problemas técnicos, lo que provocó gran expectación entre sus habitantes, que acudieron rápidamente al lugar.

## Demografía
Según el Instituto Nacional de Estadística de España, en el año 2024 Ácula contaba con 153 habitantes censados, lo que representa el 22,7% de la población total del municipio.

### Evolución de la población
| Gráfica de evolución demográfica de Ácula entre 2014 y 2024 |
|                                                             |
| Datos según el nomenclátor publicado por el INE.            |

## Comunicaciones

### Carreteras

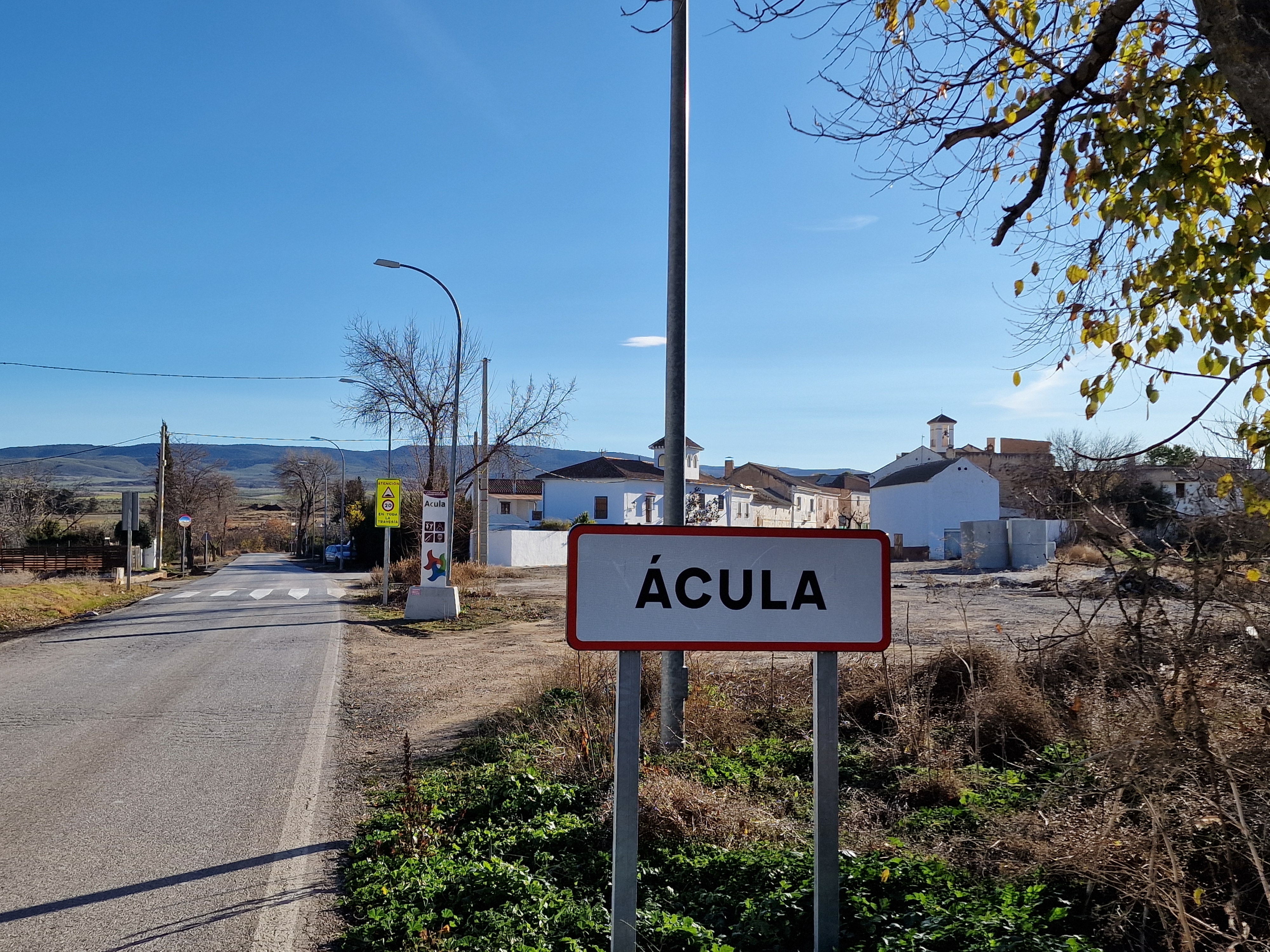
Entrada a la localidad por la GR-3402 desde Chimeneas

La principal vía de comunicación que transcurre por esta localidad es:
| Identificador | Denominación                  | Itinerario                 |
| ------------- | ----------------------------- | -------------------------- |
| GR-3402       | De Cijuela a Ventas de Huelma | Cijuela - Ventas de Huelma |

Algunas distancias entre Ácula y otras ciudades:
| Ciudades          | Distancia (km) |
| ----------------- | -------------- |
| Ventas de Huelma  | 2              |
| Granada           | 27             |
| Alhama de Granada | 28             |
| Loja              | 47             |
| Jaén              | 107            |
| Almería           | 169            |
| Murcia            | 304            |

## Servicios públicos

### Sanidad
Ácula cuenta con un consultorio médico de atención primaria situado en la calle Nuestra Señora del Rosario, n.º 21, dependiente del Distrito Sanitario Metropolitano de Granada. El servicio de urgencias está en el centro de salud de Churriana de la Vega y el área hospitalaria de referencia es el Hospital Universitario San Cecilio (el PTS) de Granada capital.

## Cultura

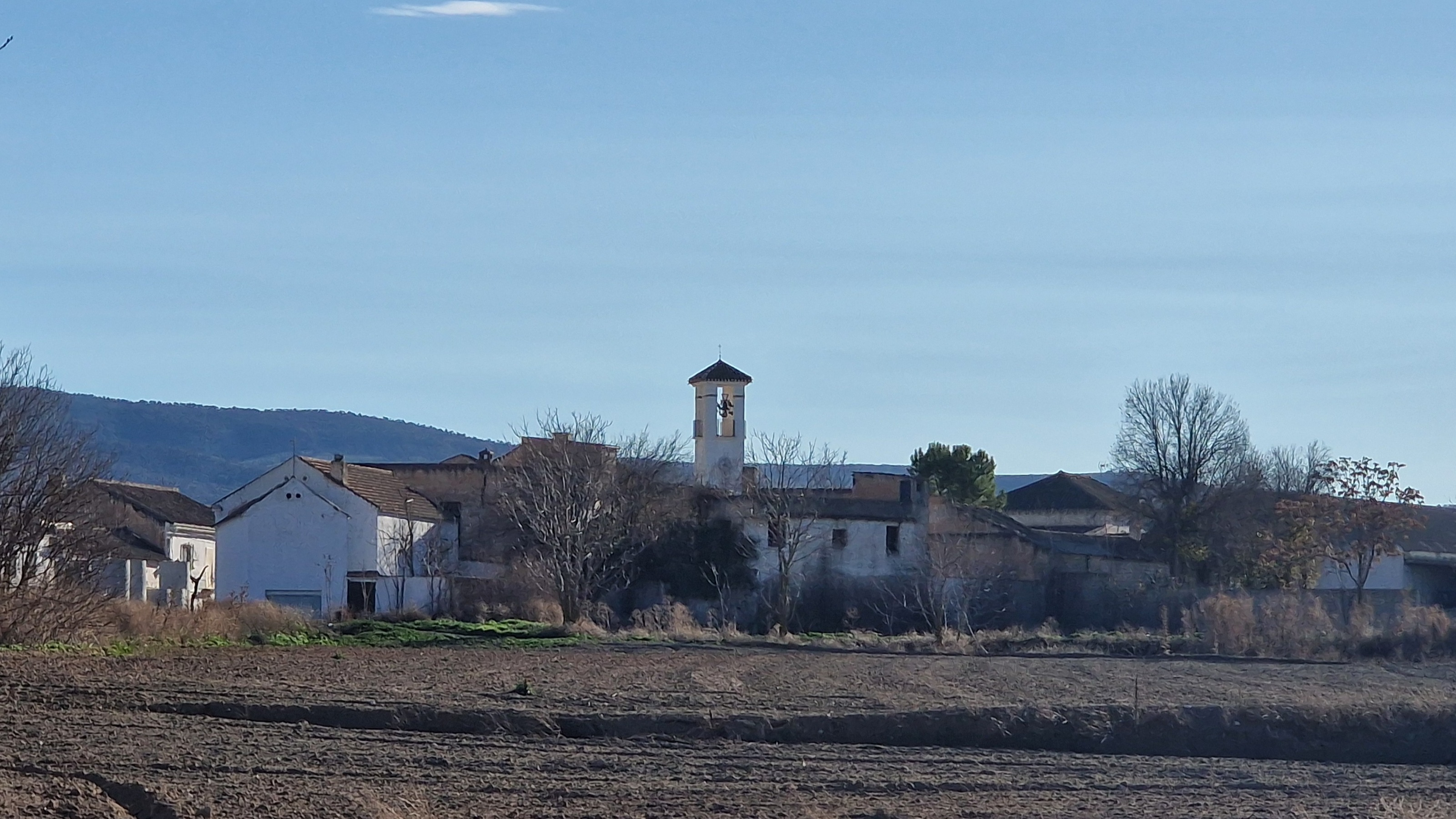
Vista general

### Fiestas
Sus fiestas populares se celebran cada año el tercer fin de semana de agosto en honor a los patrones de la localidad, la Virgen del Rosario y San José. Desde 2015 incluyen el Festival Ácula Rock en el transcurso de las mismas.
Cabe destacar la celebración de las tradicionales candelarias en la noche previa al 2 de febrero, donde se queman hogueras en distintos puntos del pueblo, con cánticos populares alrededor de las hogueras y degustación de productos locales.
Otra de las fiestas importantes tiene lugar el 3 de mayo, día de la Cruz, muy típico de toda la provincia de Granada.